# Варшава'21
«Варшава'21» — российский многосерийный детектив режиссёра Феликса Герчикова о геополитическом конфликте между Россией и Польшей. Все события и герои вымышлены.
Премьера состоялась 10 июня 2024 года в онлайн-кинотеатре Okko.

## Сюжет
Сюжет закручивается вокруг убийства знаменитого журналиста Козельского: на его фоне польские СМИ муссируют идею о том, что во внутренние дела Польши вмешивается Россия. Информационная война достигает своего апогея, когда к журналистам попадает аудиозапись разговора кандидата в президенты Польши Домбровского (Сергей Юшкевич) и российского посла Конобеева (Анатолий Котенёв), в ходе которого они якобы договариваются срежиссировать массовые беспорядки в Польше ради собственной политической выгоды. Конобеев утверждает, что аудиозапись сфабрикована, и сразу после этого заявления попадает в больницу с инфарктом. Ситуация окончательно выходит из-под контроля. В Польше начинаются массовые беспорядки. Назревает серьёзный геополитический конфликт. Предотвратить его и разобраться в ситуации отправляют кризисного дипломата Вячеслава Васильева (Дмитрий Миллер): ему предстоит доказать, что Россия не имеет отношения к происходящим в Польше событиям.

## Производство
Производством занималась киностудия «Медведь». Съёмки проходили в Москве, Минске и Несвиже.
Сериал состоит из двенадцати эпизодов по сорок пять минут. Все герои и сюжетные линии являются художественным вымыслом.
Создатели картины определяют её жанр как политический детектив. Режиссёр Феликс Герчиков рассказал, что работать с подобной концепцией одновременно сложно и интересно:
События могут быть придуманы, однако у зрителя должно создаваться ощущение реалистичности происходящего: если это не документальная история, то что-то максимально приближенное к фактам. А если ещё при этом получается выдержать напряженную детективную составляющую, то на свет появляется проект, который вовлекает и удерживает зрителя. Мне кажется, что в этом сериале нам удалось справиться с этой многозадачностью и сложить все составляющие в единую картину.
Трейлер сериала вышел 3 июня 2024 года. 
Премьера состоялась 10 июня 2024 года в онлайн-кинотеатре Okko.

## В ролях
| Актёр                        | Роль                                          |
| ---------------------------- | --------------------------------------------- |
| Дмитрий Миллер               | Вячеслав Васильев                             |
| Дмитрий Куличков             | Сергей Ненашев                                |
| Валерия Шкирандо             | Агата Квятковская                             |
| Константин Крюков            | Алексей Павлов                                |
| Сергей Юшкевич               | Казимир Домбровский                           |
| Андрей Ильин                 | Лукаш Збаражский                              |
| Юрий Батурин                 | Вит Новак                                     |
| Николай Козак                | Рассел                                        |
| Анатолий Котенёв             | Игорь Конобеев                                |
| Юрий Беляев                  | министр иностранных дел                       |
| Павел Белозёров              | доктор Питерс                                 |
| Сергей Гурьев                | Густав Левандовский                           |
| Наталия Вдовина              | Луиза Брыльска                                |
| Николай Сердцев              | Войцек Делонг                                 |
| Роман Шаляпин                | Маршалек                                      |
| Михаил Дорожкин              | Пыркош                                        |
| Сергей Гузеев                | Литовкин                                      |
| Алексей Суренский            | Войтек                                        |
| Александр Серов-Останкинский | мент                                          |
| Александра Булычёва          | тётка                                         |
| Екатерина Олькина            | Агнешка                                       |
| Юлия Юрченко                 | Артемьева                                     |
| Эдуард Володин               | студент                                       |
| Алексей Воропанов            | Громадский                                    |
| Вячеслав Гугиев              | мигрант                                       |
| Илья Ждаников                | Скоробогатов                                  |
| Александра Тулинова          | Вишнякова                                     |
| Оксана Дорохина              | Мария Домбровская                             |
| Денис Яковлев                | эксперт                                       |
| Игорь Скрипко                | Березуцкий                                    |
| Николай Сердцев              | Войцек Делонг, министр иностранных дел Польши |
| Максим Митяшин               | Валентин Бельский                             |
| Анатолий Наряднов            | оперативник Литовкина                         |
| Андрей Межулис               | Манцевич                                      |
| Антон Ансимов                | Климек                                        |
| Елена Дудина                 | Алёна                                         |
| Полина Бахтигозина           | Вика                                          |
| Настасья Кербенген           | Грася                                         |
| Евгения Храповицкая          | Ева                                           |
| Иван Соловьев                | Ковальчик                                     |
| Пьер Бурель                  | Майкл                                         |
| Александр Бобров             | агент Левандовского                           |
| Эдуард Магеррамов            | Диего                                         |
| Пётр Королёв                 | агент США                                     |
| Иван Левин                   | айтишник                                      |
| Сергей Ковляков              | оперативник Литовкина                         |
| Эдуард Чекмазов              | Кораблёв                                      |

## Сезоны и серии
| Серия | Дата выхода  |
| ----- | ------------ |
| 1     | 10 июня 2024 |
| 2     | 11 июня 2024 |
| 3     | 12 июня 2024 |
| 4     | 17 июня 2024 |
| 5     | 18 июня 2024 |
| 6     | 19 июня 2024 |
| 7     | 24 июня 2024 |
| 8     | 25 июня 2024 |
| 9     | 26 июня 2024 |
| 10    | 1 июля 2024  |
| 11    | 2 июля 2024  |
| 12    | 3 июля 2024  |